# Virág Lajos
Virág Lajos (Eger, 1977. június 27. –) világbajnoki ezüstérmes kötöttfogású magyar birkózó.

## Sportpályafutása
2002-ben a főiskolai világbajnokságon ezüstérmet szerzett. A 2004-es athéni olimpián a 96 kilogrammos súlycsoportban kilencedik helyen végzett. A 2005-ös budapesti világbajnokságon ezüstérmet szerzett. A döntőben a török Hamza Yerlikayával szemben maradt alul. A döntő alatt beszakadt az elülső keresztszalagja, kétszer kellett műteni, de folytatta pályafutását. A 2008-as pekingi olimpián első mérkőzésén kikapott az amerikai Adam Wheelertől és kiesett.
Visszavonulását követően a Heves Megyei Birkózó Szövetség elnökeként és a Magyar Birkózó Szövetség tagjaként is tevékenykedett. 2017 novemberétől a Sportegyesületi Bizottság elnöke, a Magyar Olimpiai Bizottság tagja.

## További információ
- FILA, Virág Lajos
- NBC Olympics, Virág Lajos